# Dicerca punctulata
Dicerca punctulata är en skalbaggsart som först beskrevs av Carl Johan Schönherr 1817.  Dicerca punctulata ingår i släktet Dicerca och familjen praktbaggar. Inga underarter finns listade i Catalogue of Life.